# Najasa
Najasa ist ein Municipio und eine Stadt in der kubanischen Provinz Camagüey.

## Demographie
2015 zählte die Gemeinde Najasa 15.579 Einwohner. Mit einer Gesamtfläche von 885,32 km² besitzt die Stadt eine Bevölkerungsdichte von 17,6 Einwohner/km².